# Норьега, Адан
Ада́н Норье́га Эска́ртин (исп. Adán Noriega Escartin; род. 30 сентября 1947, Мехико, Мексика) — мексиканский хоккеист (хоккей на траве), полевой игрок. Участник летних Олимпийских игр 1968 и 1972 годов, серебряный призёр Панамериканских игр 1971 года.

## Биография
Адан Норьега родился 9 мая 1950 года в Мехико.
В 1968 году вошёл в состав сборной Мексики по хоккею на траве на летних Олимпийских играх в Мехико, занявшей 16-е место. Играл в поле, провёл 3 матча, мячей не забивал.
В 1972 году вошёл в состав сборной Мексики по хоккею на траве на летних Олимпийских играх в Мюнхене, занявшей 16-е место. Играл в поле, провёл 3 матча, мячей не забивал.
В 1971 году завоевал серебряную медаль хоккейного турнира Панамериканских игр в Кали.

## Семья
Младший брат Адана Норьеги Мануэль Норьега (род. 1950) также играл за сборную Мексики по хоккею на траве, в 1972 году участвовал в летних Олимпийских играх в Мюнхене.